# آرثر روش
آرثر روش (بالإنجليزية: Arthur Roche)‏ هو عالم عقيدة بريطاني، ولد في 6 مارس 1950 في باتلي في المملكة المتحدة.